# Příbor
Pour les articles homonymes, voir Freiberg (homonymie).
Příbor (en allemand : Freiberg in Mähren) est une ville du district de Nový Jičín, dans la région de Moravie-Silésie, en Tchéquie. Sa population s'élevait à 8 402 habitants en 2024.

## Géographie
La ville se situe dans le nord-est de la région historique de Moravie, entourée par les contreforts des Beskides moravo-silésiennes. Příbor est arrosée par la rivière Lubina et se trouve à 11 km au nord-est de Nový Jičín, à 22 km au sud-ouest d'Ostrava et à 271 km à l'est de Prague.

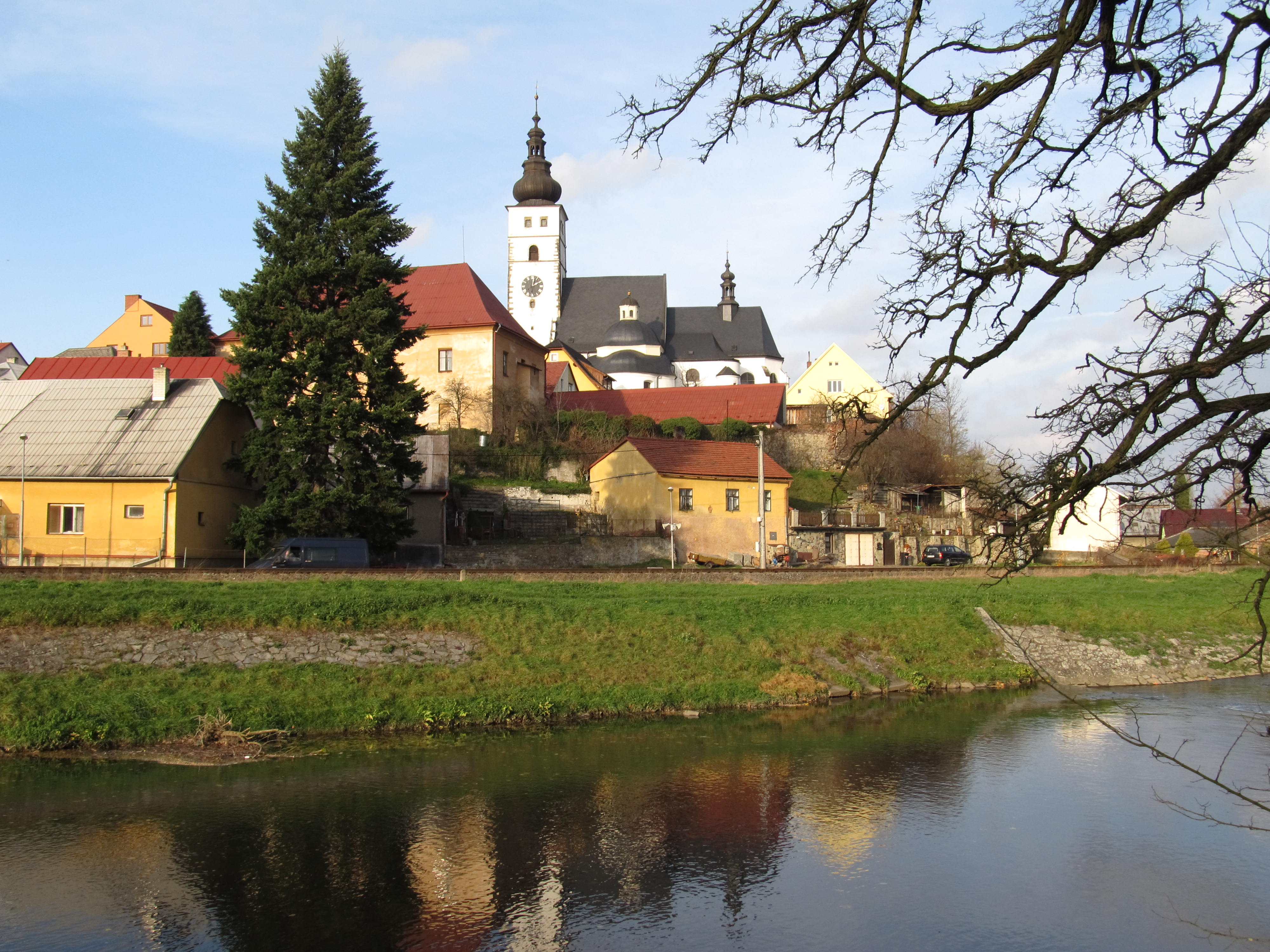
Rivière Lubina à Příboř.

La commune est limitée par Skotnice et Kateřinice au nord, par Hukvaldy à l'est, par Kopřivnice au sud, et par Závišice et Sedlnice à l'ouest.

## Histoire
La première mention écrite de Vriburch remonte à 1251 et figure dans une liste du prince héritier Ottokar II Přemysl, margrave de Moravie et futur roi de Bohême. La ville fut fondée par le comte rhénan Franco de Hückeswagen (mort vers 1277), seigneur de Hukvaldy, sur la route commerciale vers Cieszyn et Cracovie via la porte de Moravie. Grâce à sa situation privilégiée, elle fut très tôt un important centre administratif, économique et culturel pour la région. 
Au XIVe siècle, la ville passe entre les mains des évêques d'Olomouc. Pendant la guerre de Trente Ans, elle fut incendiée trois fois. Un collège des Piaristes y a été fondé en 1694.
Faisant partie de la monarchie de Habsbourg depuis 1526, Příbor avant 1918 appartenait à l'Empire austro-hongrois, incorporée dans le district de Nový Jičín (Neu Titschein). La ville est rattachée au Troisième Reich à la suite des Accords de Munich entre 1938 et 1945. Après-guerre, la population germanophone est expulsée sur la base des décrets Beneš.

## Patrimoine
La partie historique de Příbor a été déclarée zone de conservation urbaine en 1989.
- Place Sigmund Freud

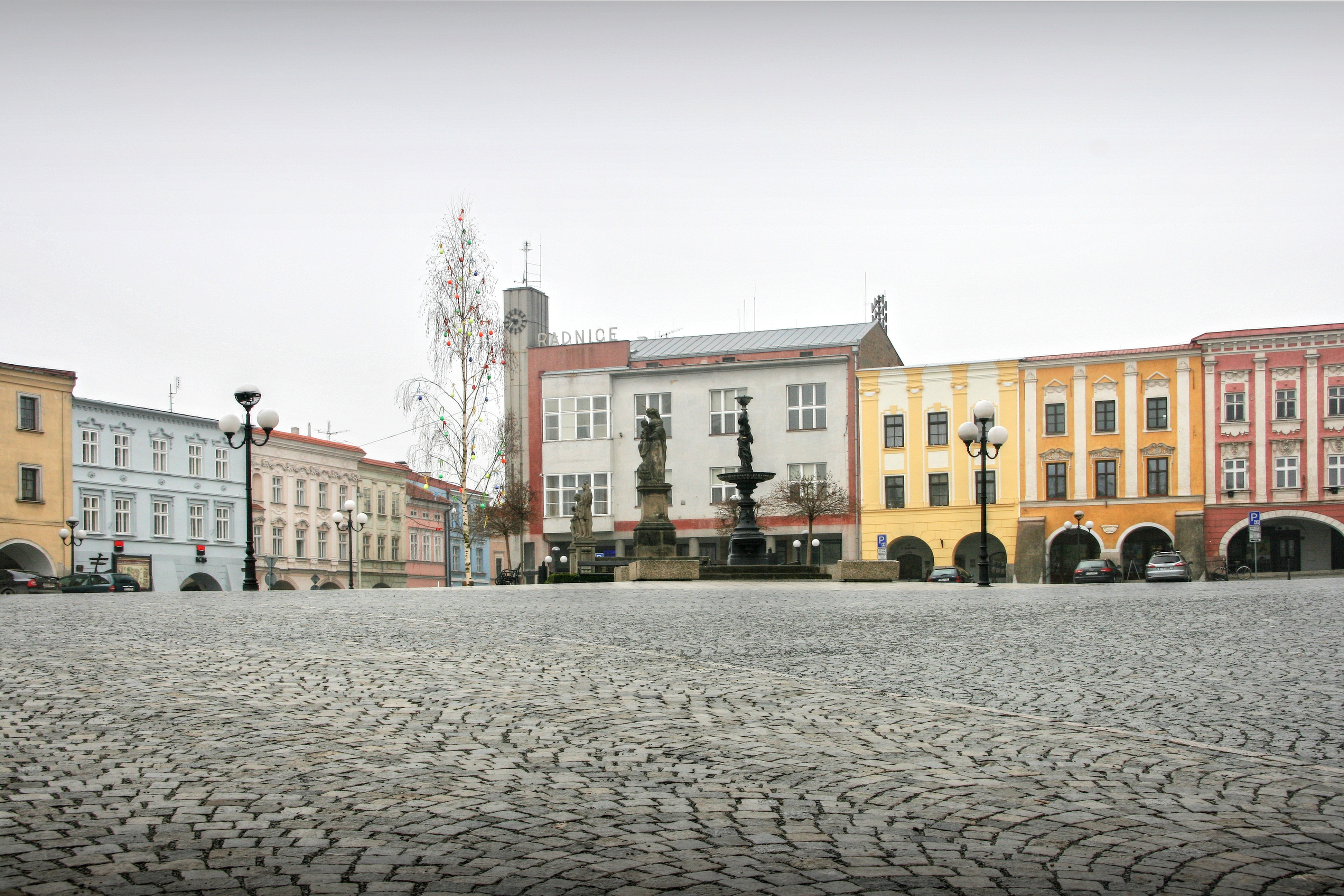
Place Sigmund Freud.
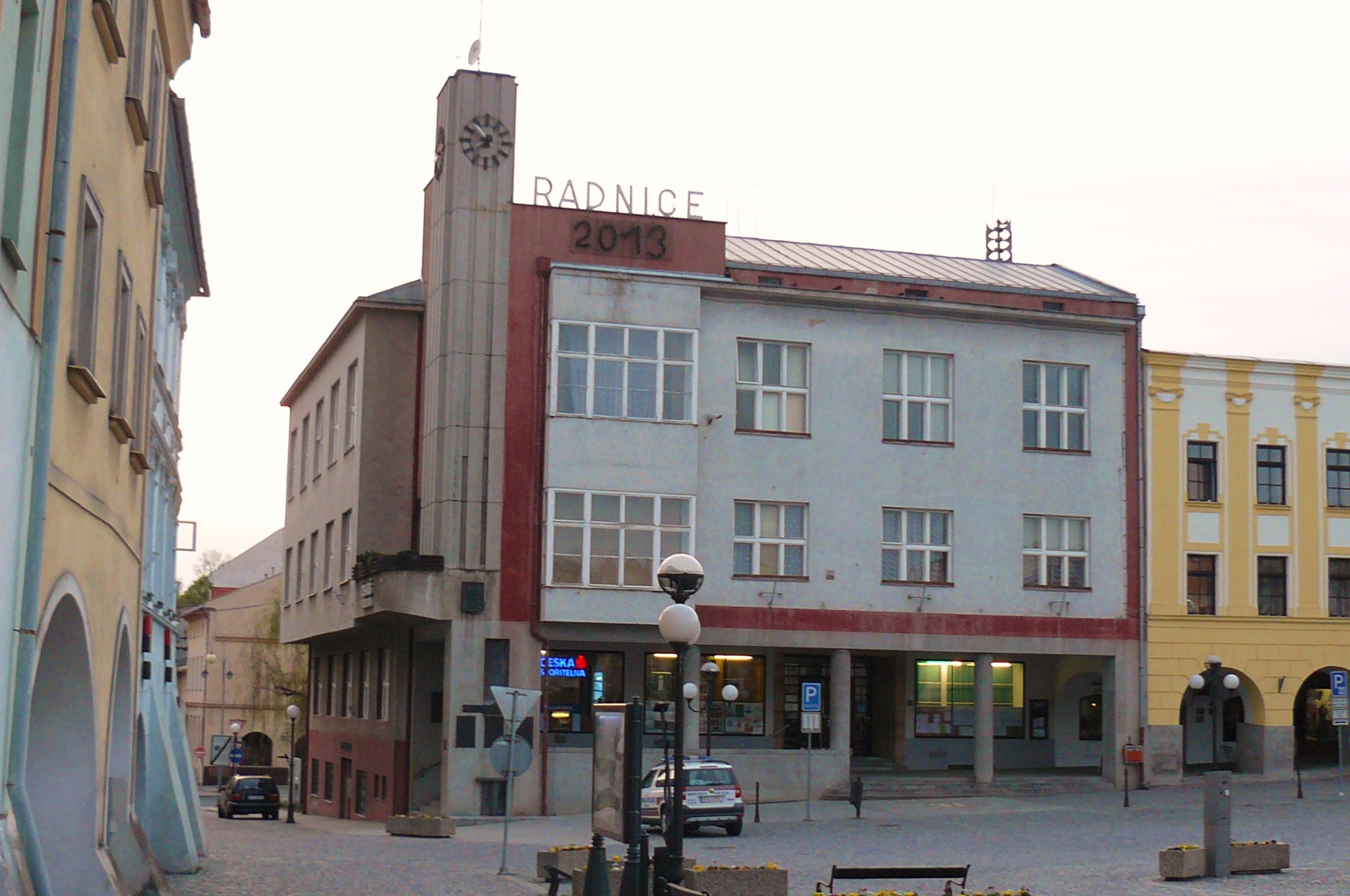
Place S. Freud : hôtel de ville.

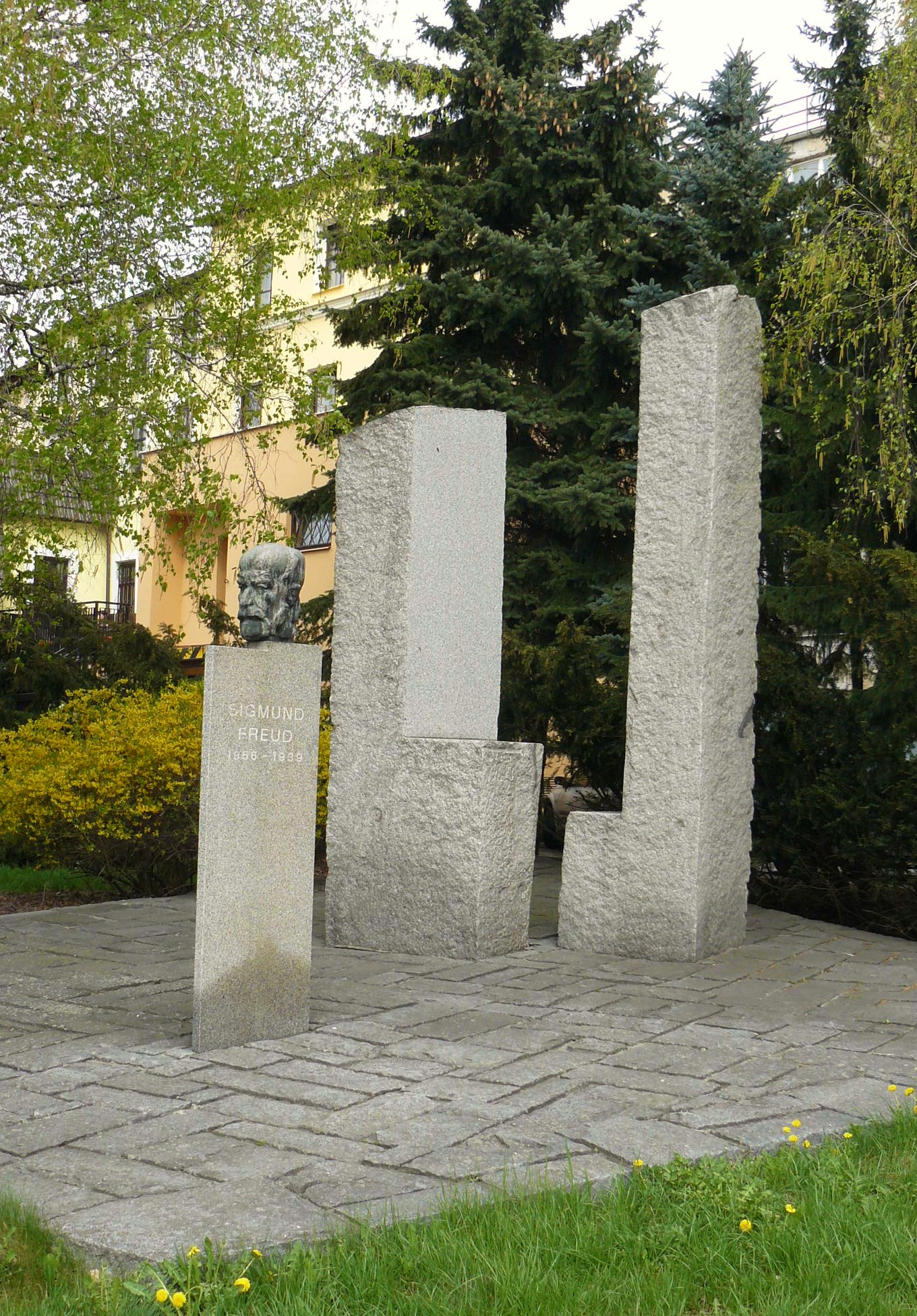
Monument Sigmund Freud à Příbor.
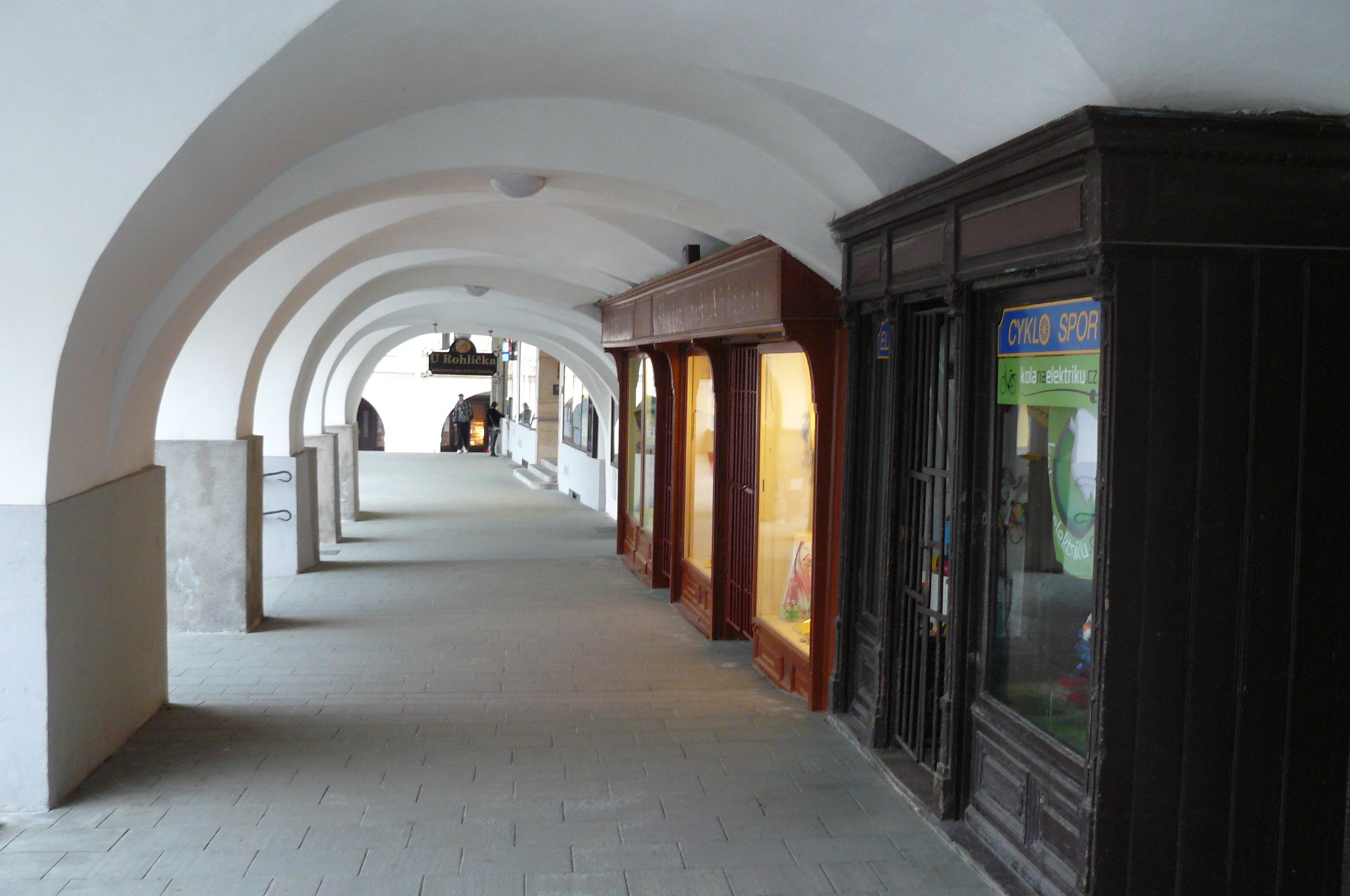
Galerie sous arcades de la place S. Freud.

- Patrimoine religieux

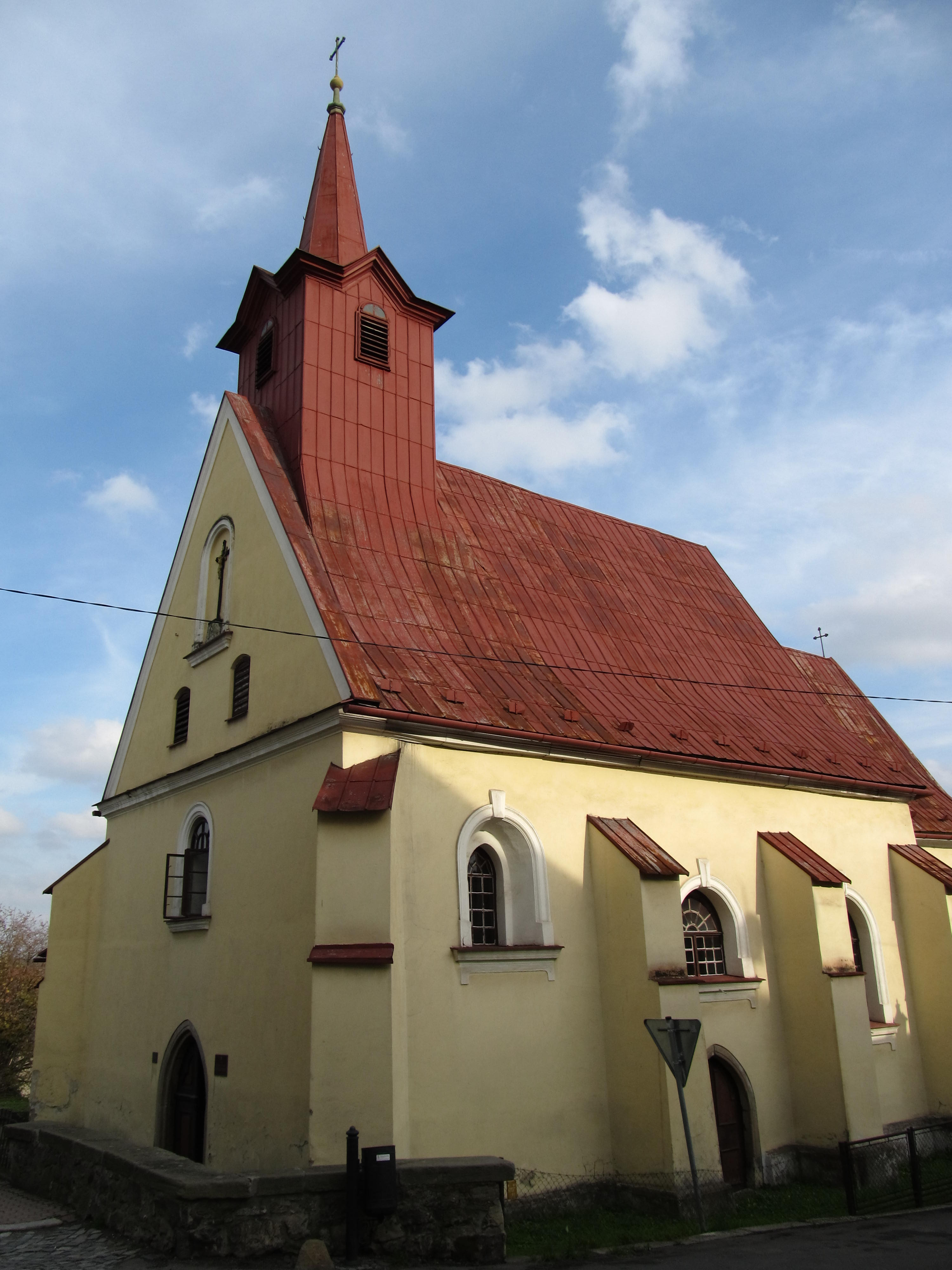
Église de la Sainte-Croix.
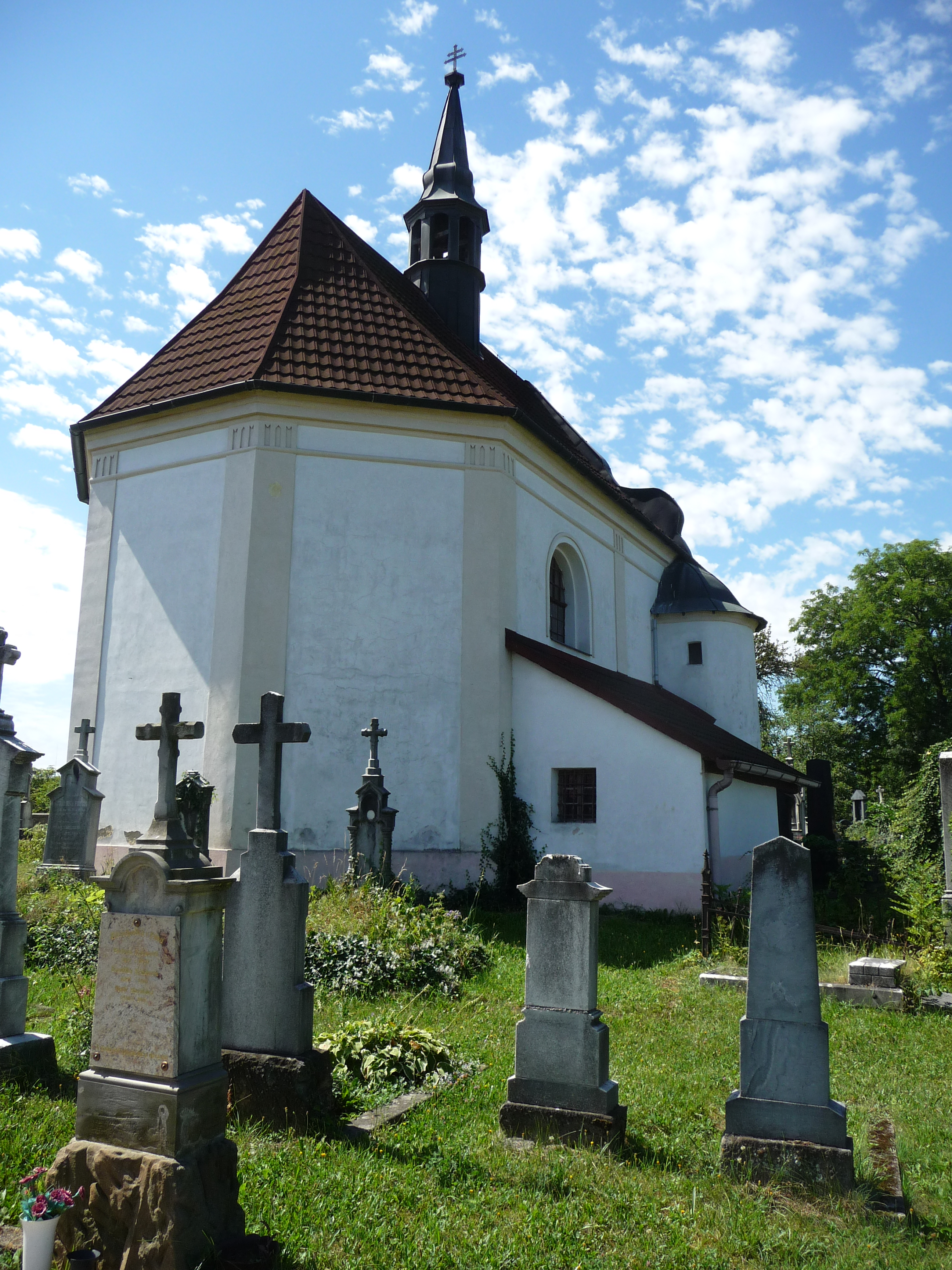
Église Saint-François-Séraphin.
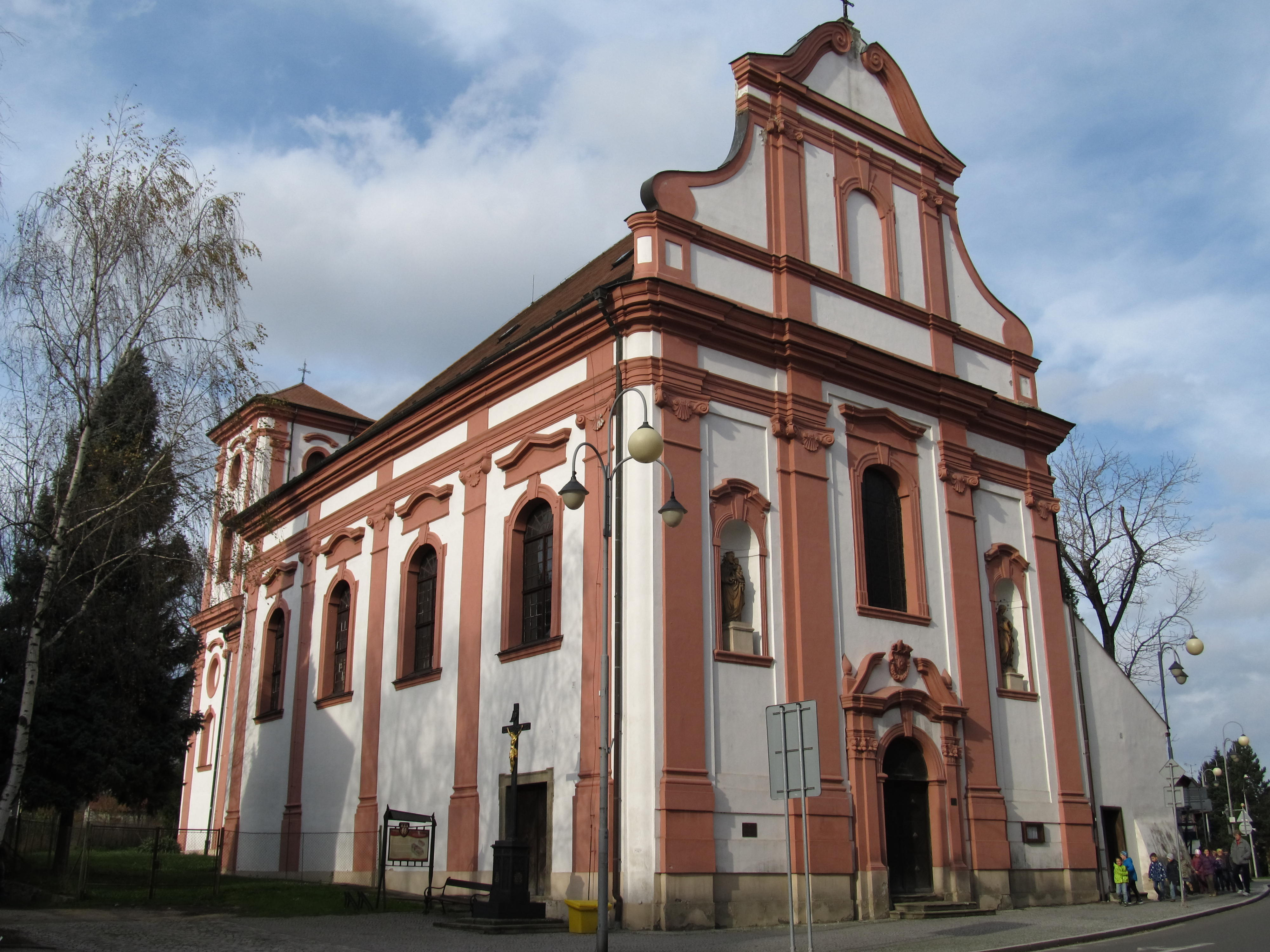
Église Saint-Valentin.
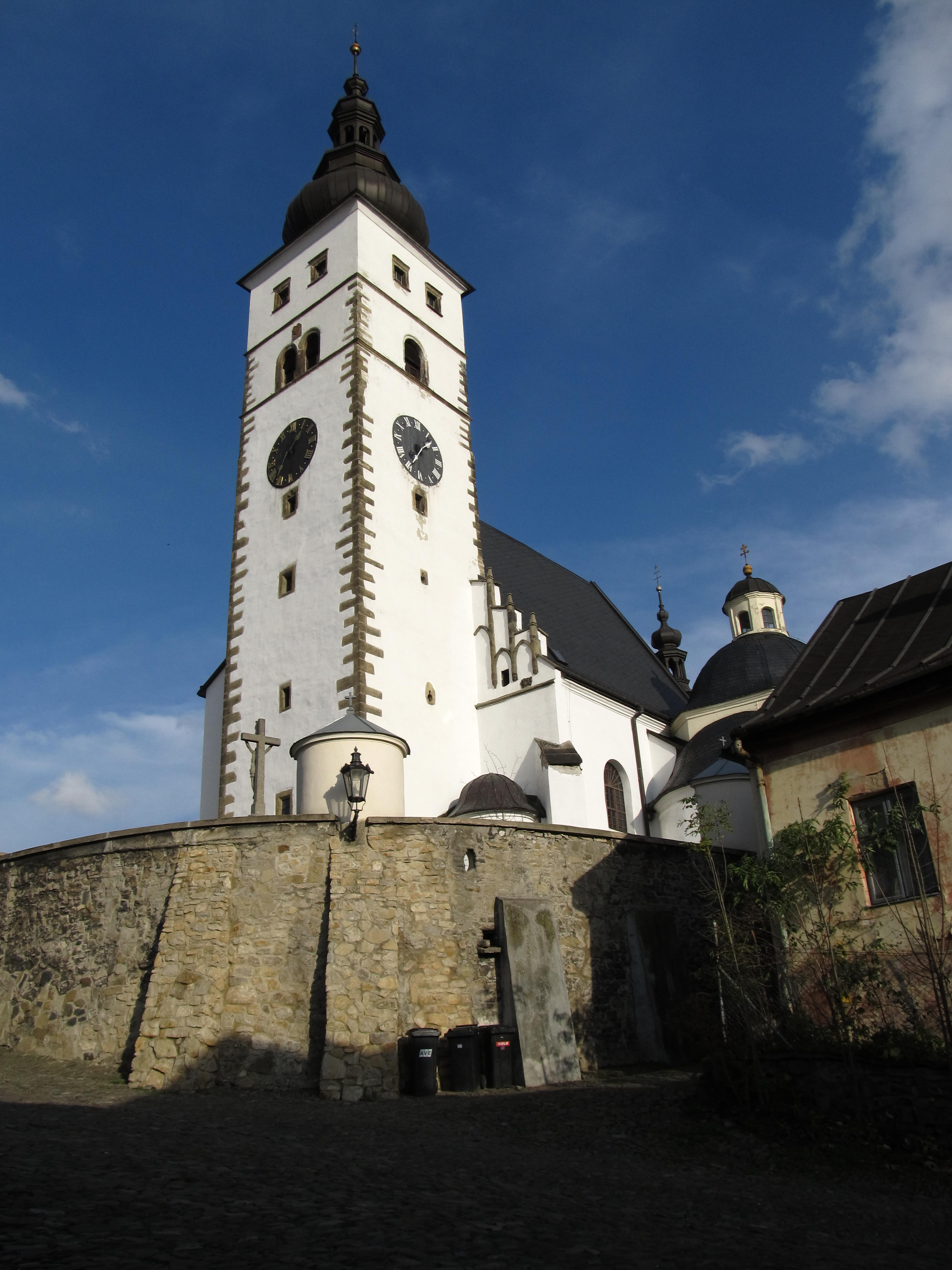
Église de la Nativité de la Vierge Marie.

## Transports
Par la route, Příbor se trouve à 13 km de Nový Jičín, à 30 km d'Ostrava et à 343 km de Prague.

## Personnalités
- Saint Jean Sarkander (1576-1620), prêtre catholique et martyr, a vécu et a œuvré à Příbor ;
- Sigmund Freud (1856-1939), le fondateur de la psychanalyse, y est né.